# Бутуровићи код Дрозгометве
Бутуровићи код Дрозгометве су насељено мјесто у општини Хаџићи, Босна и Херцеговина.

## Становништво
|             | 2013.       | 1991.         | 1981.         | 1971.        |
| Укупно      | 62 (100,0%) | 108 (100,0%)  | 108 (100,0%)  | 93 (100,0%)  |
| Бошњаци     | 62 (100,0%) | 103 (95,37%)1 | 107 (99,07%)1 | 92 (98,92%)1 |
| Југословени | –           | 5 (4,630%)    | –             | –            |
| Срби        | –           | –             | 1 (0,926%)    | –            |
| Хрвати      | –           | –             | –             | 1 (1,075%)   |

1. 1 На пописима од 1971. до 1991. Бошњаци су пописивани углавном као Муслимани.